# PZInż 130
PZInż 130 — экспериментальный польский плавающий танк, который хоть и не поступил в серийное производство, но частично производился в Чехословакии.

## История
Был создан на основе английского танка «Vickers-Carden-Loyd Amphibian». Решение о начале проектирования было принято после провала попыток закупить эти танки. Главным инженером-проектировщиком был назначен Эдвард Габич. Первый прототип без брони был готов в 1937 году, два образца отправились на испытание. Суммарно они преодолели 3500 км на ходовых испытаниях, однако в мае 1939 года Генеральный Штаб отдал распоряжение о прекращении производства плавающих танков, посчитав этот проект бесполезным. Образцы были отправлены в армию Польши, где их захватили немцы во время польской кампании. Дальнейшая судьба танков остаётся неизвестной: вероятно, они или были уничтожены, или были переоборудованы для других целей.

## Характеристики машины
Это был единственный образец плавающего танка Войска Польского (подобные проекты в Германии не рассматривались даже в ходе войны). Он был очень быстрым: благодаря бензиновому 6-цилиндровому двигателю мощностью 95 лошадиных сил развивал скорость до 60 км/ч на дороге. Прототип танка был слабо защищён (максимальное бронирование составляло 8 мм). Инженеры не давали строгих рекомендаций насчёт того, какое вооружение ставить на танк. Из вооружений могли использоваться как обычные польские пулемёты Ckm wz.30, так и пулемёты Hotchkiss wz.25 или крупнокалиберный Karabin maszynowy wz. 38FK. По внешнему виду и некоторым характеристикам танк напоминал машины TKW и 4TP.